# Iron Maiden
Iron Maiden (рус. Айрон Мэйден, МФА: [ˈaɪən ˈmeɪdən]; с англ. — «Железная дева») — британская хеви-метал-группа, которая в начале 1980-х гг. являлась одним из известнейших представителей новой волны британского хеви-метала (NWOBHM), а позже оказала значительное влияние на развитие метала в целом.
Основателем группы, автором большинства песен (как музыки, так и текстов) и бессменным лидером коллектива является бас-гитарист Стив Харрис. Под его руководством группа, претерпев значительные изменения в составе, прошла путь от выступлений в лондонских пабах до мировых турне.
Iron Maiden продали свыше 100 миллионов копий альбомов по всему миру (четыре альбома достигли первого места по продажам и пятнадцать из них попали в топ 10 хит-парадов одной лишь Британии). За международные достижения коллектив в 2002 году был награждён премией Ivor Novello Awards, а в 2005 году музыканты были приглашены оставить отпечатки ладоней в цементе на Hollywood RockWalk (Бульвар Сансет, Лос-Анджелес).

## История

### 1975—1978: Основание. Первые составы
История группы Iron Maiden неразрывно связана с именем её отца-основателя, идейного вдохновителя и бессменного лидера бас-гитариста Стива Харриса, выходца из лондонского Ист-Энда. После окончания колледжа Стив являлся участником различных рок-групп, но очень скоро осознал, что имеет индивидуальное представление о музыке, которую хотел бы играть, а лучшее воплощение собственных планов — создание собственного коллектива. Группа Iron Maiden была основана в конце 1975 года. Название группы, в переводе с английского «Железная Дева», было позаимствовано Стивом из кинофильма «Человек в железной маске», где фигурировало средневековое орудие пытки с таким названием.
Первый состав группы включал вокалиста Пола Дэя, гитаристов Терри Рэнса и Дэйва Салливана, ударника Рона «Повстанца» Мэтьюза и самого Стива Харриса. После первого же выступления участники Iron Maiden получили известие о существовании группы под таким же названием, что побудило музыкантов немедленно зарегистрировать своё имя. Группа сразу же начала давать концерты в клубах, и хотя гонорары за выступления были незначительными, популярность коллектива росла с каждым выступлением. На тот момент звучание Iron Maiden было намного более тяжёлым по сравнению с другими исполнителями. Также с первых выступлений в качестве элементов шоу стали использоваться машины для визуальных эффектов (англ. bubble machine and smoke machine) — всё это привлекало к группе новых поклонников.
Вскоре после очередного выступления в пабе Cart And Horses (район Лондона — Стратфорд) группу покинул Пол Дэй, который отыграл с Iron Maiden 26 концертов и был вынужден покинуть группу по причине «отсутствия харизмы». Его сменил Дэннис Уилкок (также бывший участник Smiler), который имел менее сильный голос, но зато отличался большей артистичностью на сцене. Дэннис во время выступлений часто проделывал фокус с кровяными капсулами: он проводил лезвием меча по губам, одновременно прокусывая капсулы во рту, после чего изо рта начинала хлестать кровь. Прослушивание вместе с Уилкоком проходил также Дэйв Мюррей, который претендовал на место второго гитариста: группа осознавала, что необходимо менять звучание, а осуществить это было возможно лишь при условии привлечения новых участников. С присоединением Дэйва предполагалось увеличить состав участников до шести человек, но Дэйв Салливан и Терри Рэнс по причине неспособности прокормить свои семьи, выступая в одних лишь пабах, объявили об уходе из группы (высказывалась также версия, что их уход был вызван появлением более техничного гитариста Мюррея). Вскоре к Iron Maiden присоединился второй гитарист Роб «Боб Сойер» Эйнджело.
Проявляя свои лидерские качества, Дэннис Уилкок часто конфликтовал с остальными членами группы. Вскоре по причине личной неприязни он потребовал от Харриса уволить Дэйва Мюррея, в противном случае он грозил сам покинуть группу. Харрис понимал, что найти хорошего фронтмена куда сложнее, чем гитариста, и потому поддался на условия Дэнниса. Вскоре таким же путём были уволены Боб Сойер и Рон Мэтьюз.
Новым гитаристом стал Терри Вопром, а место ударника занял Барри «Громоотвод» Грэхэм. Осознавая, что одного гитариста недостаточно, коллектив нашёл решение в лице Тони Мура, который стал клавишником Iron Maiden. Но после нескольких выступлений стало ясно, что подобное решение не является выходом из ситуации. Весной 1977 года о своём уходе заявил Уилкок. Игра Грэхэма становилась всё хуже, а неуместность клавишных уже после первого выступления ни у кого не вызывала сомнений.
Они были самой влиятельной группой, которая появилась в начале 80-х гг. В моём представлении они были огромным пинком под зад для всего метала. Много групп покрупнее в то время исполняли «безопасный» метал, и вот появляется новая команда под именем Iron Maiden, которая позаимствовала гитарные гармонии у Thin Lizzy, её бас-гитарист вычленял из своего инструмента больше мелодий, чем большинство гитаристов, барабанщик и вокалист были больше подвержены влиянию панка, чем метала — и все вместе они сделали одну из наиболее влиятельных металических групп в мировой истории.
В результате Харрис пригласил на место ударника своего бывшего коллегу по Smiler Дуга Семпсона. На место второго гитариста было решено снова принять Дэйва Мюррея, хотя на этот раз против выступил Терри Вопром, который привык играть сам и не желал присоединения второго гитариста, что и послужило причиной его ухода. Новым вокалистом вскоре был нанят Пол Ди’Анно — разгильдяй и хулиган, ставший первым настоящим фронтменом Iron Maiden.
Примерно в то же время группа начала экспериментировать с маской театра кабуки, которая висела на стене над барабанщиком и в определённый момент по задумке группы изрыгала кровь (идейное наследие, оставленное Уилкоком). В будущем эта маска послужила прототипом для создания символа группы Эдди.
Смены состава по-прежнему не прекращались, так как группа находилась в поиске второго гитариста. Пол Тод продержался в группе неделю, Тони Парсонс — несколько месяцев, Mad Mac отыграл лишь пару выступлений. Харрис вспоминал: «Дэйви был настолько хорош, что мог брать на себя большую часть работы. Найти второго гитариста было нашей первоочередной задачей, но при этом найти требовалось кого-то, кто вписывался бы в пару с Дэйви, что было действительно сложно». Однако вместе с тем группа неустанно давала концерты по всему королевству.

### 1978—1981: Путь к славе
Накопленные деньги позволили музыкантам сделать первое демо, запись которого проходила в студии Spaceward в Кембридже. Накануне Нового Года (в это время предоставлялись скидки) Iron Maiden записали четыре композиции — «Prowler», «Invasion», «Iron Maiden» и «Strange World». Студийная сессия обошлась группе в 200 фунтов стерлингов. Но музыканты не смогли выкупить мастер-плёнки, решив вернуться через неделю. На момент их возвращения студия потеряла все записи, так что Iron Maiden пришлось довольствоваться кассетными копиями. Демо не пользовались особой популярностью, пока не оказались у диджея клуба Bandwagon, поклонника тяжёлой музыки Нила Кея. Во многом благодаря ему вскоре композиция «Prowler» достигла № 1 места в метал-чарте.
Вскоре коллектив был приглашён для живого выступления в клубе Soundhouse. Возросшая популярность привлекла внимание нескольких независимых лейблов, которые были готовы подписать контракт с группой (звучавшей, по их мнению, достаточно панково), но лишь при условии, что Iron Maiden состригут длинные волосы. Харрис, который не шёл и на меньшие компромиссы, категорически отвечал всем отказом.

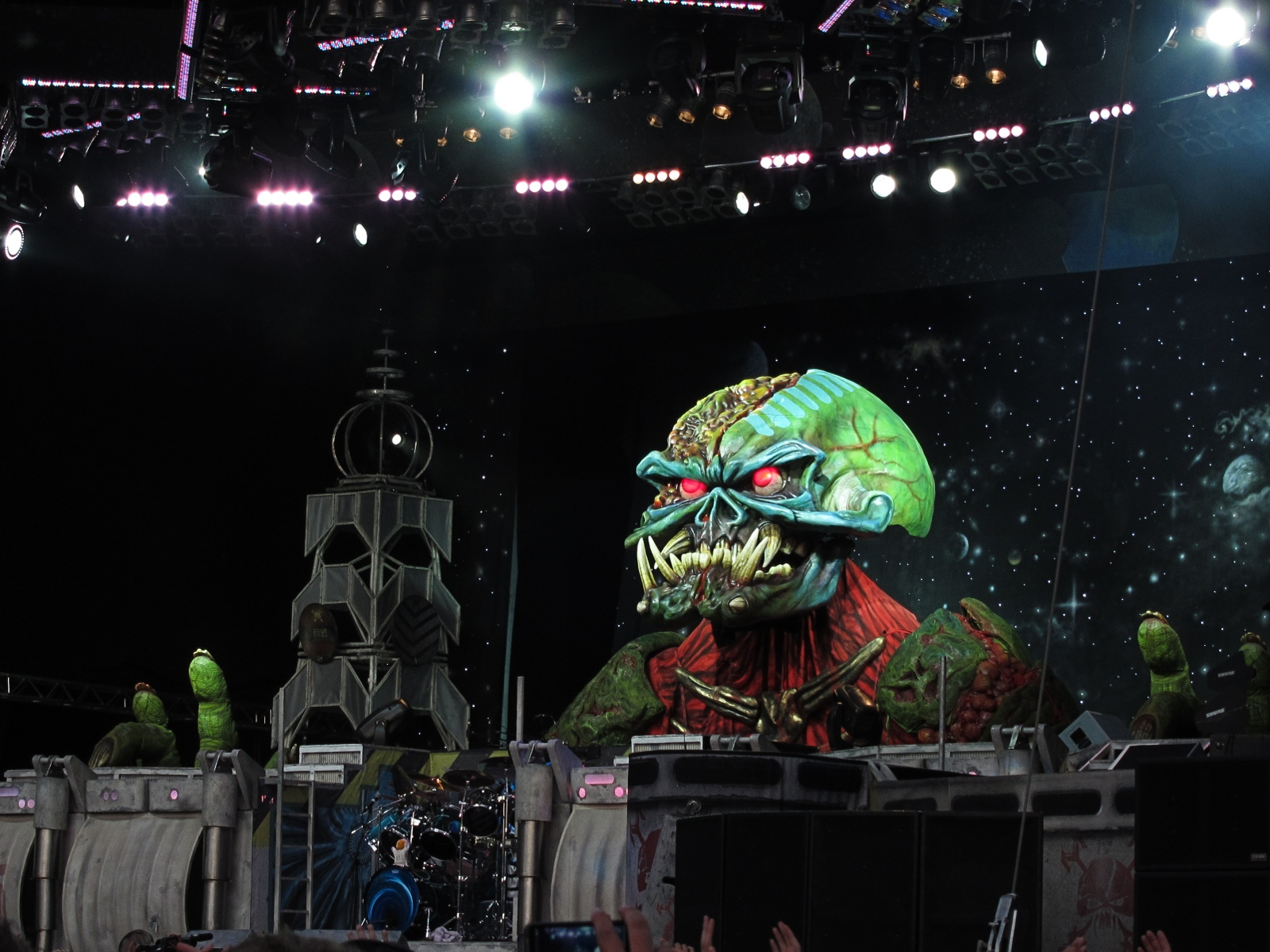
Один из многочисленных образов талисмана группы — Эдди.

Через своего знакомого Харрис познакомился с Родом Смоллвудом, который вскоре стал менеджером группы и остаётся им по сей день. Род сразу же организовал несколько концертов для группы. 3 сентября они выступили на секретном концерте Motörhead в клубе «Music Machine». А через несколько дней с группой случился курьёз. За 5 минут до выхода на сцену в клубе «The Swan» полиция арестовала Пола Ди’Анно за несанкционированное ношение холодного оружия. Iron Maiden были вынуждены выступать втроём, играя в основном инструментальные композиции. Тем не менее несколько песен всё же было исполнено в оригинальных вариантах, причём вокальные партии взял на себя Стив Харрис.
Для привлечения большего внимания Смоллвуд посоветовал издать три песни — «Invasion», «Iron Maiden» и «Prowler» — отдельным синглом, который можно было бы распространять на концертах. Предложение было осуществлено с выходом сингла «The Soundhouse Tapes» (в честь заведения Нила Кея), выпущенном собственным лейблом группы Rock Hard Records. Было напечатано 5000 копий, которые разошлись в считанные месяцы, даже учитывая тот факт, что купить пластинку можно было только на концертах группы или заказав по почте.
Группа также получила внимание со стороны прессы: ведущий рок-журналист Джефф Бартон впервые посвятил им отдельную статью в журнале Sounds, где помимо прочего печатал серию статей о группах-представительницах Новой волны британского хеви-метала.
Рост популярности привлёк внимание представителей компании EMI, которые, впечатлённые концертом группы, незамедлительно подписали с ними контракт (декабрь 1979 г.).
Напряжённая работа, плотный гастрольный график, алкоголь, курение, недосыпание — всё сразу сказалось на здоровье Дага Семпсона, послужив причиной его ухода. Новым ударником стал Клайв Барр (англ. Clive Burr) (ум. 2013 г.) из группы Samson, которого пригласил на прослушивание только что присоединившийся к группе гитарист Деннис Стрэттон. Новый состав сразу же отправился в студию записывать дебютный альбом с продюсером Уилом Меллоном (англ. Will Mallone). Однако ещё до его выхода на прилавках магазинов появляется сингл с песней «Running Free» (на второй стороне была помещена вещь «Burning Ambition», записанная ещё в старом составе). Несмотря на свою простоту, «Running Free» — одна из самых ярких песен в творчестве Iron Maiden раннего периода, и неудивительно, что сингл без труда попал в Top-50 английского хит-парада. На обложке этого сингла впервые появляется Эдди. В марте 1980 года впервые после The Who Iron Maiden выступили живьём в программе Top Of The Pops. Выступление в передаче способствовало росту успеха группы, в итоге сингл «Running Free» поднялся до 34 позиции в английском хит-параде.

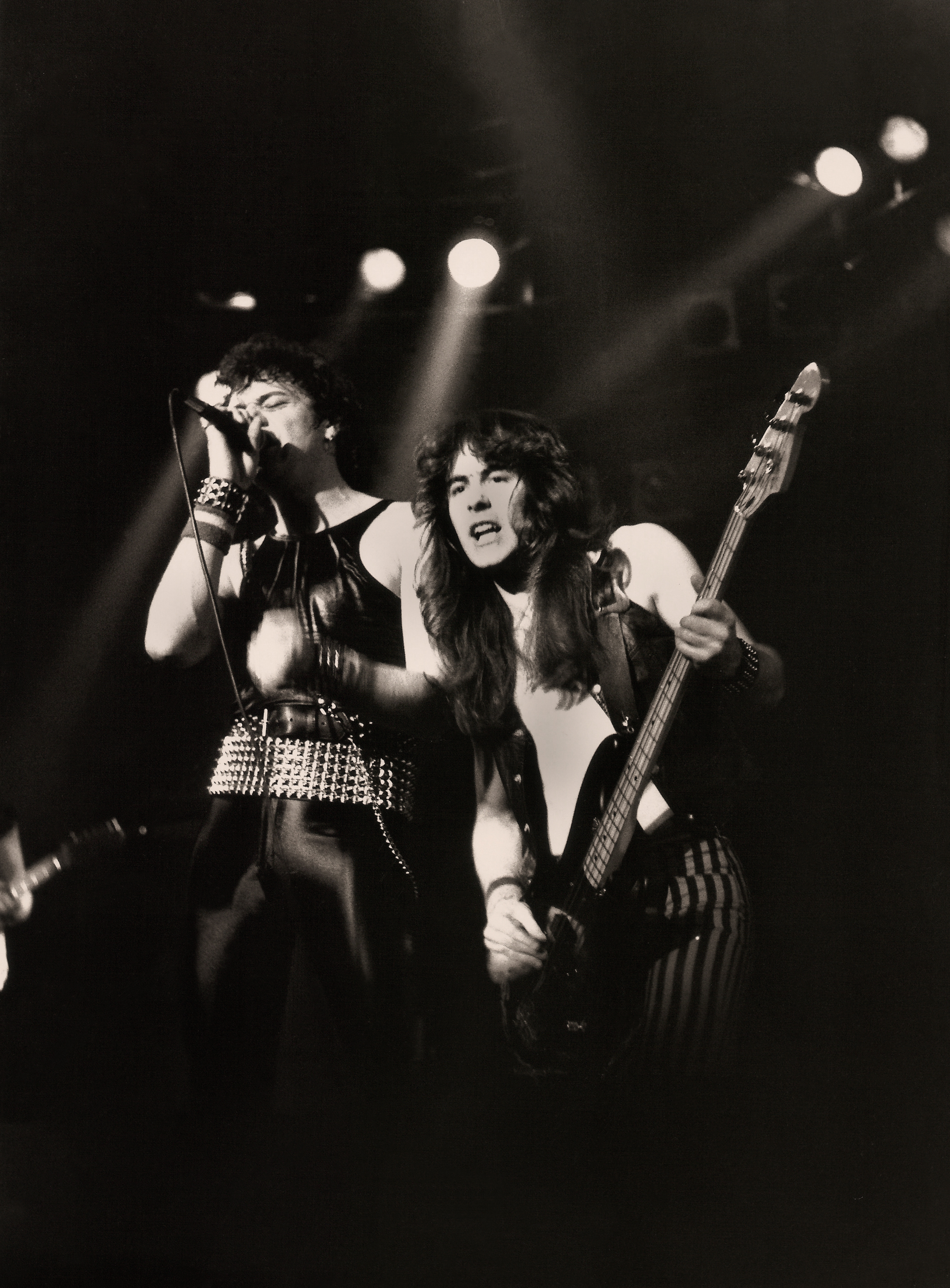
Стив Харрис и Пол Ди’Анно во время выступления Iron Maiden в Manchester Apollo (1980 год)

Дебютный альбом, одноимённый группе — Iron Maiden — вышел в апреле 1980 года и сразу имел успех: он поднялся до четвёртого места в британском чарте продаж альбомов, что и неудивительно, так как альбом представлял собой собрание лучших песен, исполняемых группой на протяжении предыдущих четырёх лет. Альбом представлял собой хеви-метал в духе Black Sabbath, но более быстрый и энергичный, с некоторым влиянием панк-рока, с воинственными и разнузданными текстами. Уже на обложке первого альбома, оформителем которого выступил Дерек Риггс, начало появляться чучело чертёнка-зомби, прозванного Eddie the Head (рус. Эдди-голова). Эдди стал талисманом группы и отныне изображался на всех обложках её альбомов. Эдди появлялся также на сцене во время концертов группы (сначала в маске выбегал Род Смоллвуд, затем — тур-менеджеры). На обложках двух ранних синглов, «Sanctuary» и «Women in Uniform», Эдди был изображён дерущимся с Маргарет Тетчер, премьер-министром Великобритании, что поначалу стяжало группе протестную и слегка скандальную репутацию.
В мае группа отправилась в большое английское турне, открывая выступления Judas Priest, а затем устроила серию собственных концертов. Перед выступлением в Эдинбурге выяснилось, что Клайв Барр заработал серьёзное расстройство желудка и не может играть. Тем не менее глава гастрольной команды Вик Велла и другие дорожники принесли Клайва на сцену на руках и усадили за ударную установку. Концерт он отыграл, но по его окончании упал в обморок, не вставая из-за барабанов. В конце лета Iron Maiden поддерживают в Европе Kiss и играют на фестивале в Рединге перед UFO. По возвращении с гастролей Деннис Стрэттон покинул группу из-за личных и творческих разногласий с Родом Смоллвудом.
Новым гитаристом стал Эдриан Смит, лидер группы Urchin и бывший одноклассник Дейва Мюррея. Его приглашали присоединиться к Iron Maiden ещё перед Дэннисом Стреттоном, однако Эдриан надеялся достичь успеха со своей группой, но это ему всё же не удалось.
В декабре Iron Maiden в очередной раз выступили новаторами: компания EMI выпустила полную версию их концерта в The Rainbow Theatre, на что до этого момента никто не решался.
Второй альбом, Killers, вышел 2 февраля 1981 года, продюсером выступил Мартин Бирч. Iron Maiden провели свой первый мировой тур, посетив США, Канаду и Японию. В это время большинство музыкантов были недовольны работой вокалиста Ди’Анно: он много выпивал, употреблял наркотики и часто не мог петь на необходимом уровне. Решением группы Пол был уволен, его место занял Брюс Дикинсон (ещё один бывший участник Samson), ставший позднее самым известным «голосом» Iron Maiden. Ди Анно продолжил карьеру, основав одноимённую его последнему альбому с «девой» группу Killers, однако известным по нынешнее время остаётся лишь как первый вокалист Iron Maiden.

### 1981—1985: Международная популярность
Появление менее панкового и более артистичного, чем Ди Анно, фронтмена сопутствовало росту популярности группы. В 1982 году вышел The Number of the Beast (рус. Число Зверя), третий альбом группы и первый с участием Дикинсона. Брюс, хотя исполнил все вокальные партии в альбоме, даже не значился в титрах при первом издании, так как имел контракт с другой компанией, угрожавшей ему иском. Альбом стал прорывом для группы, заняв первое место в чартах продаж в Британии, попав в десятку лучших в США, Канаде и Австралии. В поддержку альбома группа провела тур Beast on the Road, завершившийся аншлаговым концертом в нью-йоркском Палладиуме. Американская часть турне сопровождалась давлением со стороны общественности, поскольку группа была обвинена в сатанизме из-за титульного трека альбома.

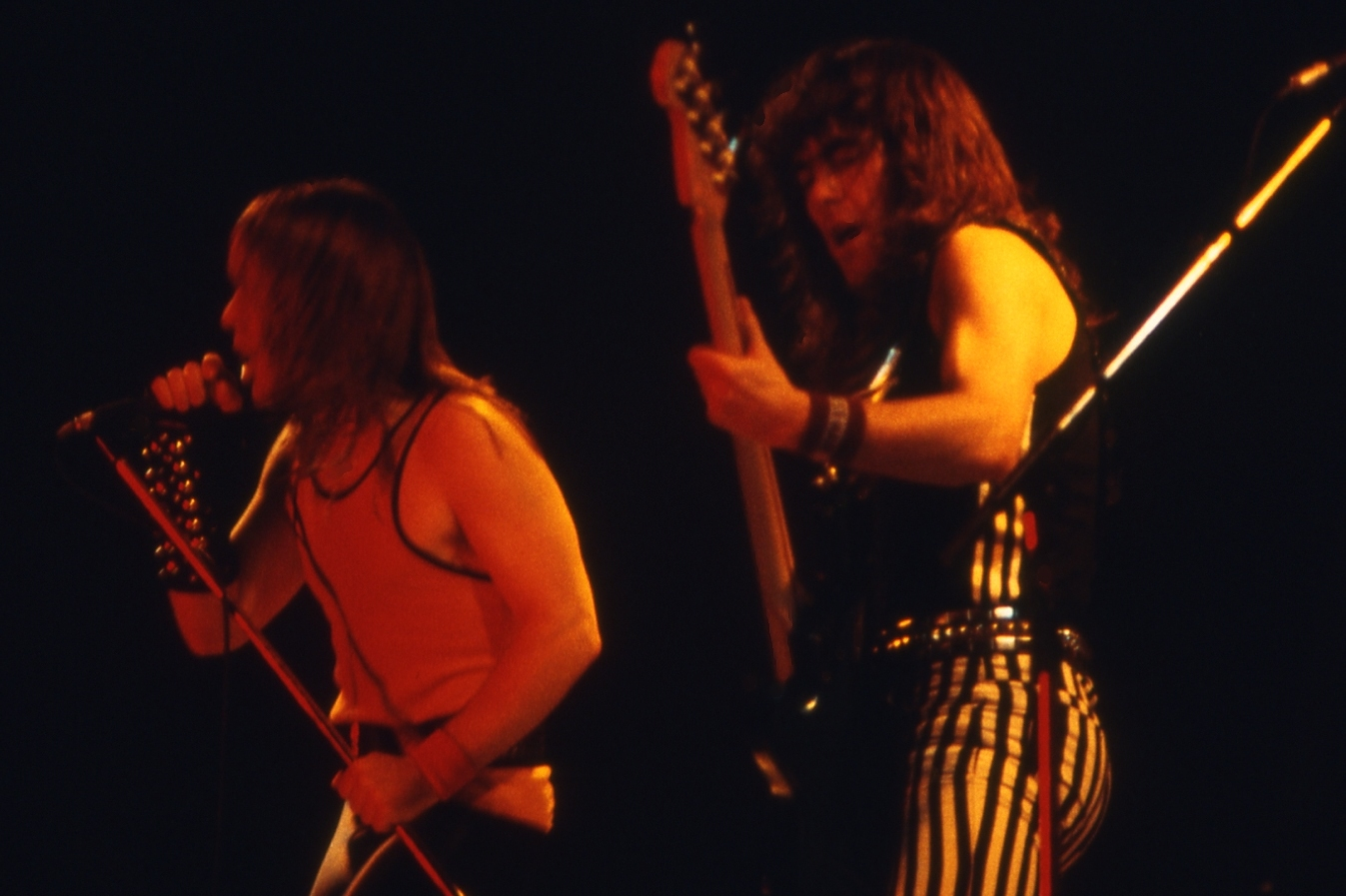
Брюс Дикинсон и Стив Харрис во время концерта (1982 год)

В декабре 1982 года барабанщик Клайв Барр покинул группу из-за личных проблем и сложностей с дальнейшим пребыванием в группе. На замену ему был приглашён барабанщик Нико МакБрэйн, с участием которого группа в скором времени выпустила следующий альбом Piece of Mind. Новая пластинка стала первой, достигшей платинового статуса в США.
Вдохновлённые успехом пластинки, Iron Maiden в сентябре 1984 года выпустили альбом Powerslave, который включил полюбившиеся поклонникам песни «2 Minutes to Midnight», «Aces High», и «Rime of The Ancient Mariner», основанную на одноимённом стихотворении Сэмюэля Тейлора Кольриджа и продолжающуюся более 13 минут. Тур World Slavery Tour, проведённый в поддержку альбома, до недавнего времени был самым масштабным в истории группы, поскольку включал 193 выступления и длился более 13 месяцев. Тур являлся одним из самых грандиозных в истории рока. Эдди теперь управлялся не человеком, сидящим внутри, а сложным механизмом.
В этих альбомах Iron Maiden стали значительно меньше внимания уделять шокирующе-мистической тематике, за которую подвергались критике со стороны религиозных организаций. Преобладать в лирике стали темы фантастики и истории. Песня To Tame a Land была написана по мотивам «Дюны» Фрэнка Херберта, Trooper содержала сюжет о Крымской войне, Where Eagles Dare и Aces High повествовали о событиях Второй мировой войны и т. д.

### 1986—1989: Эксперименты со звучанием
В конце 1980-х Iron Maiden отошли от агрессивного звучания к более экспериментальному в альбомах Somewhere in Time и Seventh Son of a Seventh Son. Seventh Son… стал полу-концептуальным альбомом. Хотя в отличие от аналогичных работ Blind Guardian и Manowar, альбом не содержал подробного сценария и текстовых интерлюдий, тексты песен этого альбома складываются в рассказ о жизни ребёнка, наделённого провидческими способностями и страдающего от этого. Альбом основан на книгах фантаста Орсона Скотта Карда. В отличие от предыдущего альбома, где музыканты использовали гитарные синтезаторы, на новом релизе были использованы клавишные. Seventh Son of a Seventh Son был назван критиками «более доступным» творением коллектива, чем их предыдущая работа.
Во время последующего тура группа стала хедлайнером фестиваля Monsters of Rock в Донингтон Парке 20 августа 1988 года, сыграв перед самой большой аудиторией в истории фестиваля (107 000 человек). В фестивале также принимали участие Kiss, Дэвид Ли Рот, Megadeth, Guns N' Roses и Helloween. Однако фестиваль был омрачён смертью двух фанатов в толпе во время выступления Guns N 'Roses; в результате в следующем году фестиваль был отменён. Тур завершился несколькими концертами в Великобритании в ноябре и декабре 1988 года, а концерты в NEC Arena, Бирмингеме, были записаны для концертного видео под названием Maiden England. На протяжении всего тура на клавишных играл техник басиста Харриса Майкл Кенни. С тех пор Кенни выступал в качестве концертного клавишника группы, а также участвовал в записи четырёх следующих альбомах группы. В 1989 году группа приняла участие в фестивале Rock Aid Armenia, посвящённом памяти жертв Спитакского землетрясения.

### 1989—1993: Закат
В 1989 году после окончания турне гитарист Эдриан Смит со своей группой ASAP выпустил сольный альбом, озаглавленный Silver and Gold. В 1990 году вокалист Брюс Дикинсон начал сольную карьеру с бывшим гитаристом Gillan Яником Герсом, результатом сотрудничества с которым стал альбом Tattooed Millionaire, сопровождаемый туром. В то же самое время на десятилетнюю годовщину первой записи группы Iron Maiden выпустили The First Ten Years, серию десяти CD и двойного 12-дюймового винила. Между 24 февраля и 28 апреля 1990 года отдельные части были выпущены одна за другой, по два из синглов Iron Maiden, включая оригинальные би-сайды.
Вскоре после начала работы над новым альбомом Эдриан Смит покинул группу из-за отсутствия энтузиазма. Его место занял Яник Герс, первый новый участник группы за последние семь лет. Альбом, No Prayer for the Dying был выпущен в октябре 1990 года и содержал «Bring Your Daughter... to the Slaughter», первый (и единственный) сингл № 1 группы в британском чарте, изначально записанный сольной группой Дикинсона для саундтрека к фильму Кошмар на улице Вязов 5: Дитя сна.
Дикинсон провёл сольный тур в 1991 году, после чего вернулся в студию с Iron Maiden для записи альбома Fear of the Dark. Выпущенный в 1992 году альбом был заметно длиннее (поскольку это был первый альбом Iron Maiden, выпущенный на CD), и включал несколько песен, которые стали любимыми в среде поклонников, как, например, заглавный трек или «Afraid to Shoot Strangers». На диске также присутствует «Wasting Love», одна из немногих баллад Iron Maiden. Альбом включал песни, впервые написанные Герсом, но вместе с тем на нём полностью отсутствовали композиции, записанные совместно Харрисом и Дикинсоном.
В 1993 году Брюс Дикинсон покинул группу и далее продолжил свою сольную карьеру. Вместе с тем он согласился остаться с коллективом для прощального тура и двух концертных альбомов. Первый, A Real Live One, включал песни, созданные с 1986 по 1992 год и был выпущен в марте 1993 года. Второй, A Real Dead One, включал песни, созданные с 1980 по 1984 год и был выпущен после ухода Дикинсона. Летом этого же года группа впервые посетила Россию, дав три концерта подряд в московском СК «Олимпийский». Последний концерт с участием Брюса был заснят на плёнку и выпущен под названием Raising Hell.

### 1994—1999: Эпоха Блэйза Бэйли
В 1994 году группа прослушала сотни вокалистов, как известных, так и неизвестных, прежде чем выбрать Блэйза Бэйли, бывшего участника Wolfsbane. По той причине, что его стиль пения значительно отличался от манеры исполнения его предшественника, Бэйли получил противоречивый приём среди поклонников.
В новом составе группа выпустила альбом The X Factor, который занял самую низкую позицию в альбомном хит-параде Британии (дебютировал с 8 позиции). Основной автор песен Харрис испытывал в то время личные проблемы по причине распада его брака, что, по мнению поклонников и критиков, и нашло своё отражение в провале альбома. X Factor стал первым со времён дебютника 1980 года альбомом, где звукорежиссёром не значился легендарный Мартин Берч. Его место занял Стив Харрис.
В 1998 году был издан ещё более провальный с коммерческой точки зрения альбом Virtual XI. В то же время он ознаменовал собой частичное возвращение Мэйден к более традиционному для себя материалу.
Оба тура с участием Блэйза не обошлись без серьёзных проблем с голосом вокалиста. Он не выдерживал долгих нагрузок, в результате чего к концу турне голос заметно садился. Некоторые выступления в поддержку Virtual XI были отменены, что окончательно убедило Стива Харриса в необходимости перемен. Тем более поведение Блэйза на сцене резко контрастировало с остальными участниками группы.
Срок пребывания Бейли в Iron Maiden закончился в январе 1999 года, когда его попросили уйти во время группового собрания.

### 1999—2002: Возвращение Дикинсона и Смита,Brave New World

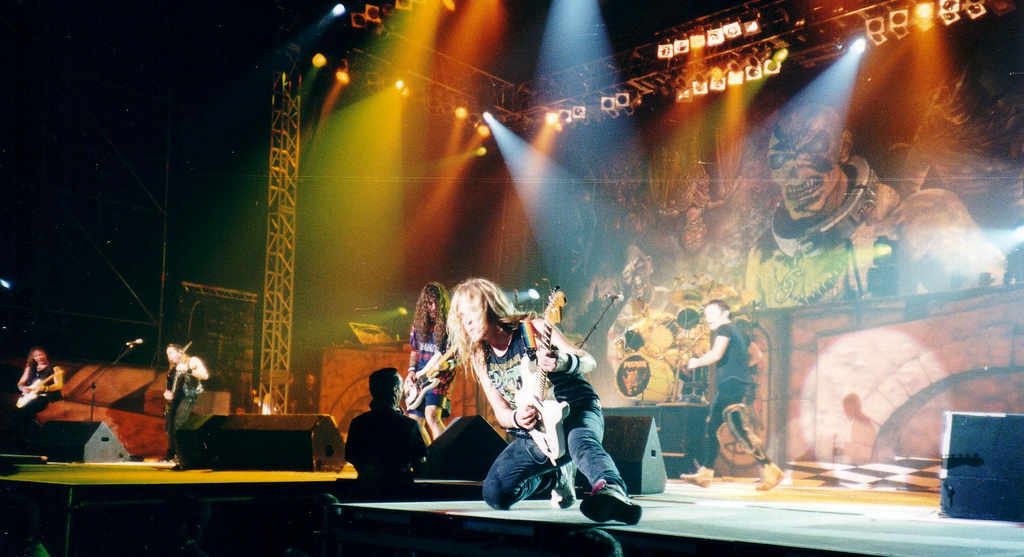
Концерт группы во время The Ed Hunter Tour, 1999 год.

В то время как группа рассматривала возможность замены Бейли, Род Смолвуд убедил Стива Харриса пригласить Брюса Дикинсона вернуться в группу. Хотя Харрис признал, что сначала эта идея пришлась ему не по душе, затем он подумал: «Ну, если изменения происходят, то кого мы должны получить? Дело в том, что мы знаем Брюса и мы знаем, на что он способен, и мы думали: „Ну, лучше тот дьявол, которого вы знаете“. Я имею в виду, мы хорошо сотрудничали на профессиональном уровне 11 лет, так что… у меня действительно не было c ним проблем».
В январе 1999 года группа вступила в переговоры с Дикинсоном, который во время встречи в Брайтоне согласился вернуться, вместе с гитаристом Эдрианом Смитом, который позвонил несколько часов спустя. Считая Герса, который остался, несмотря на возвращение Смита, у Iron Maiden появилось три гитариста. Воссоединение золотого состава было отмечено гастрольным туром Ed Hunter Tour, который также был приурочен к выпуску коллекции суперхитов Ed Hunter.
Одной из главных забот Дикинсона при возвращении в группу «было то, действительно ли мы сделаем настоящий современный альбом, а не просто камбек-альбом», который в результате получил название Brave New World и вышел в 2000 году. Недовольная результатами, записанными на личной студии Харриса, Barnyard Studios, расположенной в его собственности в Эссексе, которая была использована для последних четырёх студийных альбомов Iron Maiden, группа записала новый материал на Guillaume Tell Studios в Париже в ноябре 1999 года совместно с продюсером Кевином Ширли. Альбом отличился более прогрессивным и мелодичным звучанием, присутствующим в некоторых более ранних записях, со сложными структурами и клавишными оркестровками.
Последующий мировой тур состоял из более чем 100 концертов и завершился 19 января 2001 года выступлением на фестивале Rock in Rio в Бразилии, где Iron Maiden сыграла перед аудиторией в 250 000 зрителей. Выступление было записано и выпущено на CD и DVD в марте 2002 года под названием Rock in Rio.

### 2003—2007:Dance of DeathиA Matter of Life and Death
После Give Me Ed… 'Til I’m Dead Tour летом 2003 года Iron Maiden выпустили Dance of Death, свой тринадцатый студийный альбом. Как обычно, присутствовали исторические и литературные ссылки, с «Montségur», в частности, рассказывая о крепости катаров, завоёванной в 1244 году, и «Paschendale», относящуюся к значительной битве, которая состоялась во время Первой мировой войны. Во время последующего тура группа выступила в Вестфаленхалле в Дортмунде, Германия, где был записан и выпущен в августе 2005 года концертный альбом и DVD под названием Death on the Road.
В 2005 году группа объявила о Eddie Rips Up the World Tour, который связан с их вышедшем в 2004 году DVD под названием The History of Iron Maiden — Part 1: The Early Days, включавший только материал из первых четырёх альбомов группы. В рамках празднования своих ранних лет сингл «The Number of the Beast» был переиздан и достиг 3 позиции в чарте Великобритании. В тур входило много концертов в качестве хэдлайнеров и на фестивалях, включая выступление на стадионе «Уллеви» в Швеции перед аудиторией в почти 60 000 человек.
После этого запуска европейских концертов группа стала одним из хэдлайнеров американского фестивального тура Ozzfest совместно с Black Sabbath, их последнее выступление на котором получило международное освещение в прессе после того, как их концерт было саботирован семьёй певца Оззи Осборна, который обиделся на замечания Дикинсона о его реалити-шоу Семейка Осборнов.

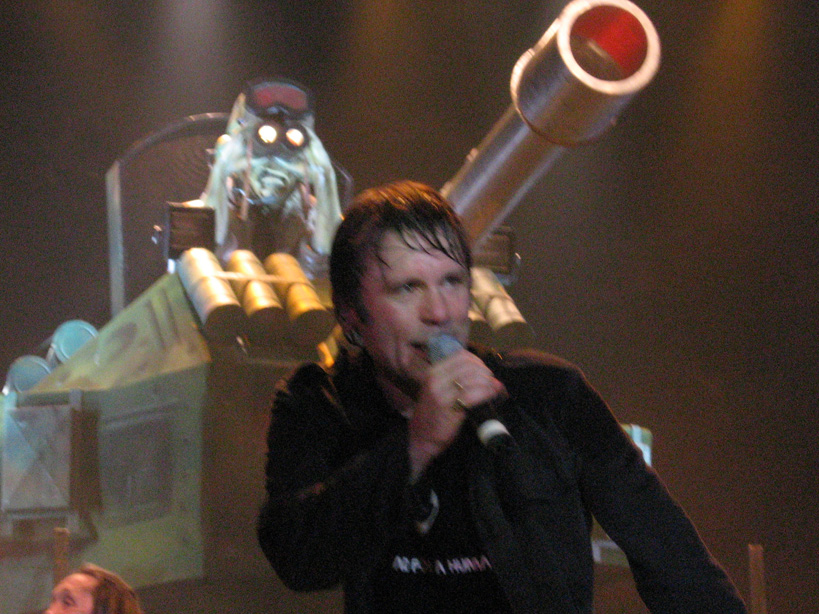
Вокалист Брюс Дикинсон на концерте A Matter of Life and Death World Tour. На протяжении всего первого этапа тура группа исполняла альбом A Matter of Life and Death целиком.

В конце 2005 года Iron Maiden приступили к работе над своим четырнадцатым студийным альбомом A Matter of Life and Death, выпущенным осенью 2006 года. Хотя он не считается концептуальным альбомом, война и религия являются повторяющимися темами в текстах песен, а также в обложке. Релиз получил критический и коммерческий успех, впервые для группы, достигнув первой десятки в чарте Billboard 200 и получив награду Альбом года на Classic Rock Roll of Honor Awards 2006.
Второй этап тура, который состоялся в 2007 году, был назван A Matter Of The Beast в честь 25-летия со дня выхода альбома The Number of the Beast, и включал выступления на нескольких крупных фестивалях по всему миру.

### 2007—2020: Somewhere Back in Time World Tour,Flight 666, The Final Frontier и The Book of Souls
5 сентября 2007 года группа объявила о своём мировом турне Somewhere Back in Time, которое было связано с выпуском на DVD их альбома Live After Death. Сет-лист тура состоял из хитов 1980-х годов, с особым акцентом на сценическое оформление эпохи Powerslave. Первый этап тура, начавшийся в Мумбаи, Индия, 1 февраля 2008 года, состоял из 24 концертов в 21 городе, группа пролетела почти 50 000 миль на собственном чартерном самолёте под названием Ed Force One. Они дали свои первые концерты в Коста-Рике и Колумбии, а также с 1992 года свои первые концерты в Австралии и Пуэрто-Рико.
Пятнадцатый по счёту студийный альбом The Final Frontier был выпущен 16 августа 2010 года. Первым синглом к нему стала композиция «El Dorado». Турне The Final Frontier World Tour стартовало в Северной Америке в июне, затем переместилось в Европу, где проходило по стадионам и крупным фестивалям. В североамериканской части гастролей в качестве поддержки выступили Dream Theater. Продолжение тура в 2011 затронуло и Россию. Турне 2011 года началось 11 февраля в Москве, а 10 июля группа впервые посетила с концертом Санкт-Петербург.
В 2012 году «Железная дева» начала турне Maiden England Tour. Первый концерт прошёл 21 июня в Шарлотте, а последний — 2 октября 2013 года в Цюрихе. На большинстве концертов группа играет лучшие хиты 1980-х и основной упор делается на Seventh Son of a Seventh Son, которому в 2013 году исполнится 25 лет. В процессе этого тура Iron Maiden снова приехали в Россию: 16 июля в Санкт-Петербург и 18 июля в Москву.
Студийный альбом группы The Book of Souls вышел 4 сентября 2015 года. Получив критический и коммерческий успех, альбом в пятый раз в истории группы возглавил британский чарт.

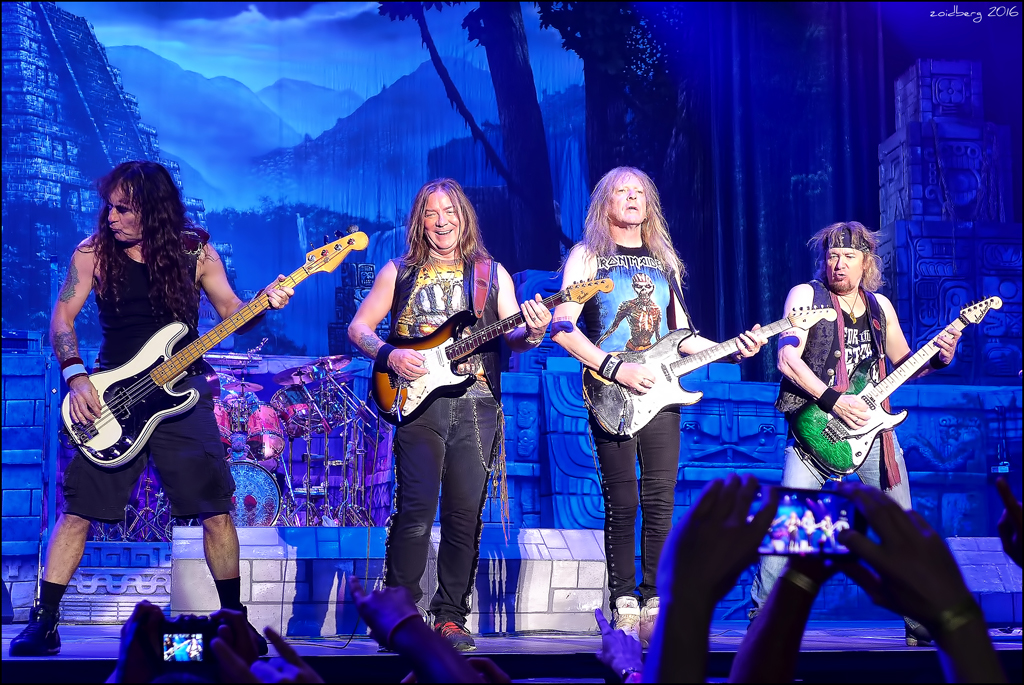
На концерте в 2016 году

В феврале 2016 года группа отправилась в World of the Book of Souls World Tour, где они играли концерты в 35 странах Северной и Южной Америки, Азии, Австралии, Африки и Европы, включая их первые выступления в Китае, Сальвадоре и Литве. По следам тура 17 ноября 2017 года был издан концертный альбом The Book of Souls: Live Chapter.
Летом 2016 года группа выпустила игру для мобильных телефонов «Iron Maiden: Legacy of the Beast». Вдохновившись названием игры, в настоящее время группа проводит Legacy of the Beast World Tour, начиная с европейских шоу в 2018 году. В 2020 году в рамках тура были запланированы выступления в Москве и Санкт-Петербурге, но впоследствии гастроли пришлось отменить из-за карантина в условиях пандемии COVID-19.
1 октября 2020 года группа объявила о выпуске концертного альбома Legacy of the Beast World Tour под названием Nights of the Dead, Legacy of the Beast: Live in Mexico City. Записанный в Мехико в конце сентября 2019 года, он был издан 20 ноября 2020 года. Iron Maiden также работали над новым материалом для продолжения The Book of Souls.

### С 2021: Senjutsuи последующие дни
15 июля 2021 года Iron Maiden выпустили видео на свою первую за шесть лет песню «The Writing on the Wall», режиссером которой выступил Никос Ливси. Четыре дня спустя группа объявила, что их грядущий семнадцатый студийный альбом Senjutsu выйдет 3 сентября 2021 года на лейбле Parlophone Records (BMG в США). Альбом был записан в Париже на студии Guillaume Tell с продюсером Кевином Ширли и сопродюсером Стивом Харрисом — лидером и бас-гитаристом коллектива.
Обложку для альбома на тему самураев рисовал Марк Уилкинсон, а придумывал Стив Харрис. Продолжительность пластинки около 82 минут, то есть сам альбом будет выпущен на двойном CD и на тройном виниле. 19 августа 2021 года вышел второй сингл из альбома, «Stratego». Senjutsu вышел 3 сентября 2021 года. Альбом вошёл в американские чарты Billboard под номером 3; это наивысшая позиция для альбома группы в США. Также альбом дебютировал под номером 2 в Великобритании и под номером 1 в Австрии, Бельгии, Германии, Испании, Италии, Финляндии, Швейцарии, Швеции и Шотландии. Анимационный видеоклип на сингл «The Writing on the Wall» был номинирован на премию UK Music Video Awards 2021 в категории «Лучшая анимация в видео». Senjutsu был удостоен звания «Лучший метал-альбом 2021 года» журнала Rolling Stone и занял первые места во многих итогах года по всему миру.
Как и многие предыдущие релизы, семнадцатая студийная работа группы была коммерческим успехом и положительно встречена критиками, особенно за ее амбициозный эпический размах. Группа решила продолжить отложенный тур Legacy of the Beast Tour в 2022 году, добавив следующие 30+ концертов в Северной Америке и нескольких новых территориях в Европе. Производство тура было запланировано как еще более зрелищное с использованием совершенно новых декораций, посвященных альбому Senjutsu, и включая изменения в сет-листе с исполнением песен из семнадцатого студийного альбома. Менеджер Iron Maiden Род Смоллвуд прокомментировал: «Следующим летом мы, наконец, сможем отыграть на огромном европейском стадионе и фестивалях тур Legacy of the Beast, первоначально запланированный на 2020 год. Новое шоу будет еще более зрелищным, поэтому после нашего раннего визита в Rock in Rio в сентябре 2022 года, мы решили порадовать наших поклонников в Северной Америке и Мексике, играя в городах или местах, которые мы не посетили в прошлый раз, когда мы гастролировали в 2019 году. Мы также добавили несколько замечательных городов в Восточной Европе, которые мы до этого не посещали! Мы внесем пару добавлений и изменений в производство и сет-лист, чтобы включить несколько песен из нашего нового альбома Senjutsu, и сделаем версию Legacy of the Beast 2022 года еще более зрелищной, чем знаменитое оригинальное шоу. Вы можете быть уверены, что мы по-прежнему будем использовать все „хиты“ и ключевые элементы оригинального тура, такие как вулкан, Икар, Ад, огнеметы, пиротехнику и прочее, но мы немного всё встряхнем, и у Солдата Эдди будет серьёзная конкуренция в новом „Мире Сендзюцу“, который мы добавляем». Во время своего появления на подкасте «Talk Is Jericho» Брюс Дикинсон подтвердил, что Iron Maiden планируют организовать тур, в котором полностью исполнят альбом Senjutsu.
Мировой тур в поддержку Legacy of the Beast, состоящий из 140 концертов, стал самым продолжительным туром с Брюсом Дикинсоном со времен «Somewhere on Tour» в 1986—1987 годах. Тур начался в Таллинне, Эстония, в мае 2018 года и стал самым первым из 140 концертов в 35 странах. Группа отыграла перед более чем тремя с половиной миллионами человек в своем крупнейшем мировом турне. Тур был отмечен премией CAA & K2 Award. Iron Maiden отыграли серию концертов на стадионах в Европе и Северной и Южной Америке, выступили хедлайнерами Rock in Rio (в пятый раз) и рок-фестиваля в Донингтоне (в седьмой раз), собрав около 100 000 фанатов в четвертый раз за свою карьеру. 6 октября 2022 года группа объявила, что их следующий тур будет называться The Future Past World Tour, а также некоторые даты тура по Европе, за которыми последуют другие даты. Тур сосредоточится на сочетании песен с Senjutsu и прежде не исполнявшихся песен с Somewhere in Time 1986 года. По словам Стива Харриса, помимо треков с Senjutsu и других альбомов, группа планирует исполнить песни, которые не исполнялись группой вживую до этого. 28 октября 2022 года менеджер группы Род Смоллвуд подтвердил, что The Future Past Tour продолжится до 2024 года.
1 февраля 2023 года группа получила вторую номинацию на попадание в Зал славы рок-н-ролла, однако музыканты и их менеджмент не приняли номинацию и бойкотировали возможность появления среди награждаемых артистов.

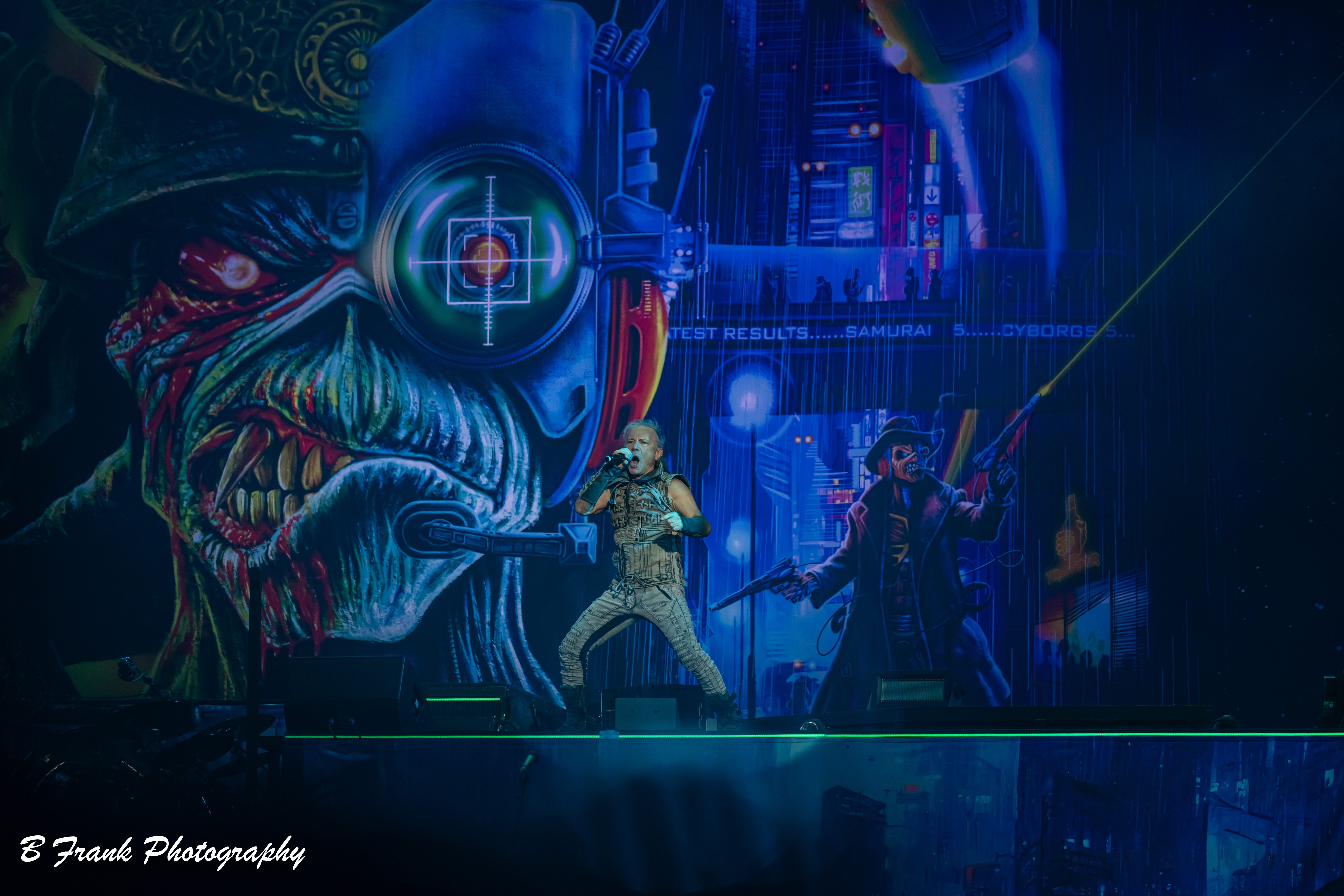
Научно-фантастическое оформление сцены в туре 2023 года

28 мая 2023 года группа начала свой 25-й мировой тур The Future Past World Tour с концерта в Любляне. Впервые в истории группы сет-лист включил в себя песню «Alexander the Great», которую ждали последние 37 лет. Визуальное оформление сцены отсылало к стилю киберпанка, ассоциирующемуся с классическим научно-фантастическим фильмом «Бегущий по лезвию». Общий дизайн напоминал антиутопический город будущего, увенчанный световыми рампами, расположенными в форме пирамиды. Впервые группа использовала дополнительные экраны, расположенные симметрично глубоко внутри сцены, для демонстрации визуализаций и музыкальных клипов, усиливая трехмёрный эффект. Все 33 шоу европейского этапа тура имели коммерческий и творческий успех. Концерты собрали рекордное количество зрителей, и, по мнению критиков, группа показала свою лучшую форму за многие годы. В июле 2023 года было объявлено, что сертификаты продаж аудиовизуальных альбомов, полученные музыкантами в Великобритании, составили более 5 миллионов экземпляров, что стало рекордом для хэви-метал исполнителя. Европейская часть тура завершилась выступлением группы на фестивале Wacken Open Air, хедлайнером которого они стали в четвертый раз в своей карьере. Барабанщик Нико МакБрейн принял участие в туре после инсульта в январе 2023 года. 6 октября группа выступила в качестве одной из звезд крупнейшего метал-события Америки Power Trip Festival. Концерт Iron Maiden в Индио посмотрели до 100 000 человек и он стал крупнейшим выступлением группы в качестве хедлайнера фестиваля в США. 37 концертов, сыгранных во время The Future Past World Tour 2023, собрали около миллиона поклонников.
В середине октября были объявлены концерты, запланированные на 2024 год. Уже на этапе предпродажи был добавлен второй концерт на Национальном стадионе (Сантьяго). За короткий промежуток времени на оба концерта вместе взятых было продано более 100 000 билетов, что стало еще одним рекордом в истории группы. Первый за 13 лет концерт в Боготе на стадионе Эль Кампин был распродан на этапе предпродажи за 20 минут. Группа побила все предыдущие рекорды продаж билетов на колумбийские концерты для иностранного исполнителя, установленные такими иконами, как The Rolling Stones, Мадонна, The Weeknd, Эд Ширан и Coldplay. Первый из двух концертов на стадионе Альянс Парке в Сан-Паулу был распродан за две минуты, группа установила рекорд продаж для группы, представляющей тяжёлый рок.
19 сентября 2024 года группа объявила о своём 26-м мировом туре Run For Your Lives World Tour, начало которого запланировано на май 2025 года, тур будет приурочен к 50-летию группы и будет содержать песни из первых девяти альбомов (начиная с Iron Maiden и заканчивая Fear of the Dark).
В декабре 2024 года барабанщик Нико МакБрэйн заявил, что концерт в Сан-Паулу 7 декабря будет последним для него концертным выступлением с Iron Maiden, но он по-прежнему останется членом группы и будет участвовать в различных предстоящих проектах, связанных с Iron Maiden. 7 декабря на концерте в Сан-Паулу он попрощался с поклонниками. Новым барабанщиком группы на концертах будет Саймон Досон, давний коллега Стива Харриса из его сольного проекта — группы British Lion.
Первый концерт тура Run For Your Lives World Tour состоялся в Будапеште 27 мая 2025 года, а на первые тридцать два шоу (европейский этап тура) было продано более миллиона билетов.

## Имидж и наследие

### Логотип и фирменный стиль
Фирменный логотип Iron Maiden украшал все релизы группы начиная с их дебюта, мини-альбома The Soundhouse Tapes (1979). Шрифт происходит с дизайна плаката Вик Фэра для научно-фантастического фильма 1976 года, Человек, который упал на Землю, хотя Стив Харрис утверждает, что разработал его сам, используя свои способности архитектурного чертёжника.
В 2016 году группа выпустила собственное пиво — эль «Trooper». На этикетке изображён рисунок с обложки сингла 1983 года «The Trooper», в честь которого названо пиво.

### Влияние на других исполнителей
Согласно Guitar World музыка Iron Maiden «повлияла на поколения более новых метал-групп, от таких легенд как Metallica к нынешним звёздам как Avenged Sevenfold»; барабанщик Metallica Ларс Ульрих отметил, что «всегда испытывал к ним невероятное уважение и восхищение». Керри Кинг из Slayer заявил, что «они значили так много для меня в их первые годы» и Скотт Иэн из Anthrax говорит, что «они оказали главное влияние на мою жизнь».
М. Шадоус из Avenged Sevenfold утверждает, что Iron Maiden «являются на сегодняшний день лучшей концертной группой в мире, и их музыка вне времени», в то время как вокалист Trivium Мэтт Хифи комментирует, что «без Iron Maiden Trivium, конечно, не существовала бы».
Другие исполнители хэви-метала, которые называют группу в качестве влияния: Крис Джерико, рестлер WWE и вокалист Fozzy, Кэм Пайпс, вокалист 3 Inches of Blood, Виталий Дубинин, басист группы «Ария» и Микаель Окерфелдт, гитарист и вокалист Opeth. Кроме того, поп-певица Леди Гага указала Iron Maiden как её любимую группу, заявив, что «их поклонники живут, дышат и умрут за Maiden, и это моя мечта. Maiden изменила мою жизнь».

## Музыкальный стиль и влияния
Стив Харрис, басист Iron Maiden и основной автор песен, заявил, что на него повлияли такие группы как Black Sabbath, Deep Purple, Led Zeppelin, Uriah Heep, Pink Floyd, Genesis, Yes, Jethro Tull, Thin Lizzy, UFO и Wishbone Ash. В 2004 году Харрис объяснил, что «тяжесть» группы была вдохновлена «Black Sabbath и Deep Purple с небольшим количеством добавленного Led Zeppelin».
Гитаристы группы, Дэйв Мюррей, Эдриан Смит и Яник Герс, имеют свои собственные отдельные влияния и стиль игры. Дэйв Мюррей известен своей техникой легато, которая, как он утверждает, «развилась естественно. Я услышал Джими Хендрикса, использующего легато, когда я рос, и мне понравился тот стиль игры». Яник Герс, с другой стороны, предпочитает более импровизированный стиль, в основном вдохновлённый Ричи Блэкмором, который, как он заявляет, отличается от «ритмичного» звучания Смита.
Вокалист Брюс Дикинсон, который как правило работает в сотрудничестве с гитаристом Эдрианом Смитом, имеет оперный вокальный стиль, вдохновлённый Артуром Брауном, Питером Хэммиллом, Иэном Андерсоном и Иэном Гилланом, и как многие полагают, является одним из лучших вокалистов хэви-метала всех времён.
На протяжении всей своей карьеры стиль группы остаётся в значительной степени неизменным, несмотря на добавление гитарных синтезаторов на Somewhere in Time (1986), клавишных на Seventh Son of a Seventh Son (1988), и попытку вернуться к «упрощённому» звучанию их раннего материала на No Prayer for the Dying (1990).

## Состав
| |  |  |  |  |  |
| Iron Maiden во время концерта в Коста-Рике 26 февраля 2008 года в рамках Somewhere Back In Time World Tour. Слева направо: Брюс Дикинсон (вокал), Стив Харрис (бас-гитара), Дэйв Мюррей (гитара), Эдриан Смит (гитара), Нико МакБрейн (ударные) и Яник Герс (гитара) |  |  |  |  |  |

| - Стив Харрис — бас-гитара, бэк-вокал (1975—наши дни), клавишные (1988, 1998—наши дни) - Дэйв Мюррей — гитара (1976—1977, 1977—наши дни) - Эдриан Смит — гитара, бэк-вокал (1981—1989, 1999—наши дни), клавишные (1988) - Брюс Дикинсон — вокал (1982—1993, 1999—наши дни), дополнительная гитара (1983—1985), фортепиано (2015) - Нико Макбрэйн — ударные (1982—наши дни; не гастролирует с 2024) - Яник Герс — гитара (1990—наши дни) - Майкл Кенни — клавишные (1988—2022) - Брент Даймонд — клавишные (2022—наши дни) - Саймон Досон — ударные (2024—наши дни) | - Пол Марио Дэй — вокал (1975—1976; умер в 2025 году) - Рон Мэтьюз — ударные (1975—1977) - Терри Рэнс — гитара (1975—1976) - Дэйв Салливан — гитара (1975—1976) - Деннис Уилкок — вокал (1976—1978) - Боб Сойер — гитара (1977) - Терри Вопром — гитара (1977—1978) - Тони Мур — клавишные (1977) - Тандерстик — ударные (1977) - Дуг Сэмпсон — ударные (1977—1979) - Пол Ди’Анно — вокал (1978—1981; умер в 2024 году) - Пол Кеенс — гитара (1979) - Пол Тодд — гитара (1979) - Тони Парсонс — гитара (1979) - Деннис Стрэттон — гитара (1979—1980) - Клайв Барр — ударные (1979—1982; умер в 2013 году) - Блэйз Бэйли — вокал (1994—1999) |

## Дискография
- 1980 — Iron Maiden
- 1981 — Killers
- 1982 — The Number of the Beast
- 1983 — Piece of Mind
- 1984 — Powerslave
- 1986 — Somewhere in Time
- 1988 — Seventh Son of a Seventh Son
- 1990 — No Prayer for the Dying
- 1992 — Fear of the Dark
- 1995 — The X Factor
- 1998 — Virtual XI
- 2000 — Brave New World
- 2003 — Dance of Death
- 2006 — A Matter of Life and Death
- 2010 — The Final Frontier
- 2015 — The Book of Souls
- 2021 — Senjutsu

## Трибьюты Iron Maiden
Группе было записано множество трибьютов, в записи последнего участвовали такие группы, как Metallica и Machine Head:
- Made in Tribute (1997)
- A Call to Irons (1998)
- A Call to Irons 2 (1999)
- Maiden America (1999)
- Children of the Damned (1999)
- 666 The Number One Beast (1999)
- 666 The Number One Beast Volume 2 (Final Chapter) (1999)
- Transilvania 666 (2000)
- Slave to the Power (2000)
- Made in Scandinavia (2001)
- A Call to Irons Volumes I & II (2001)
- Tribute to the Beast (2002)
- Tribute to the Beast Vol. 2 (2003)
- Anatomy of Evil (2003)
- Piano Tribute to Iron Maiden (2005)
- Maiden Heaven (2008)

## Ed Force One

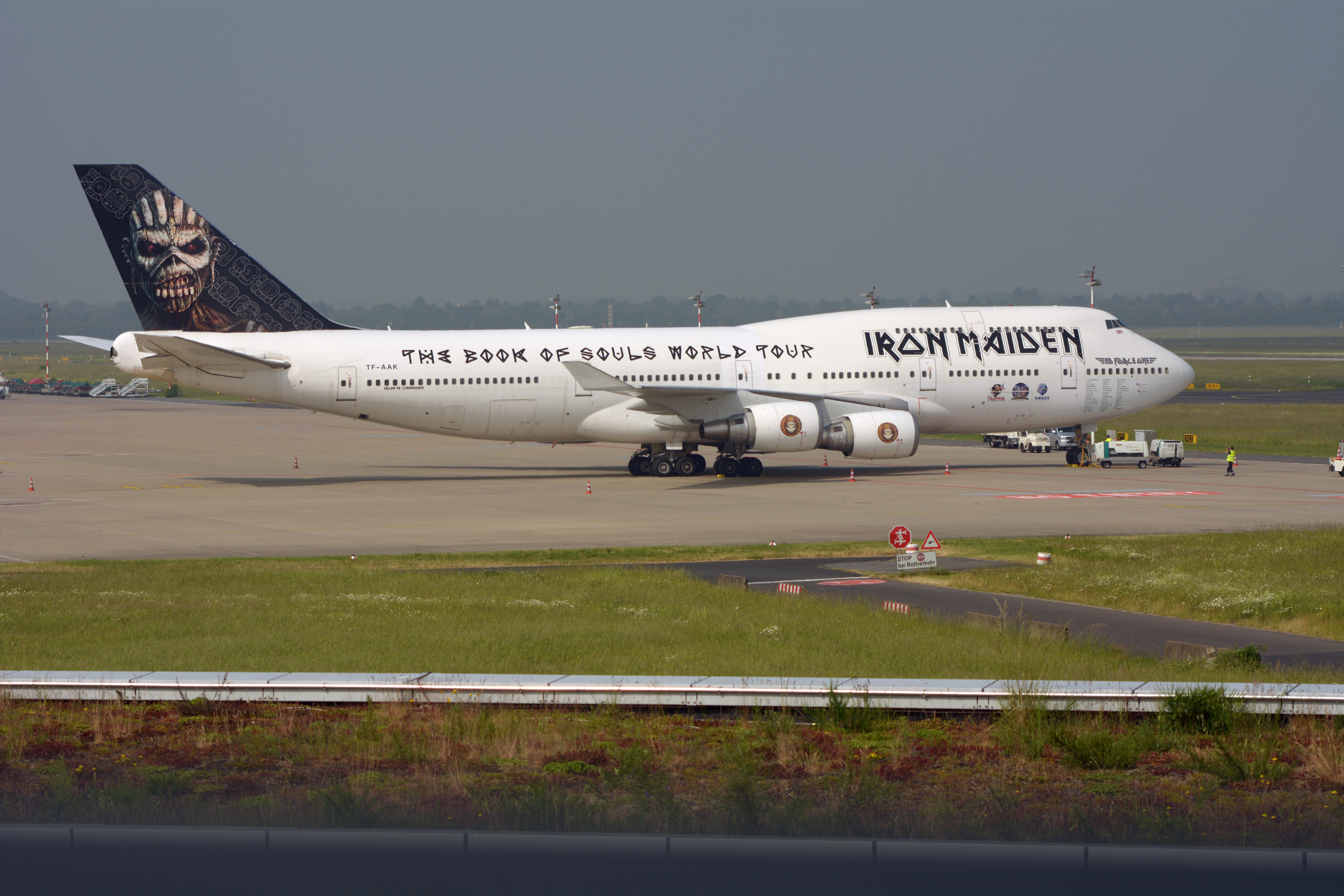
Боинг «Ed Force One»

С 2008 года Iron Maiden для своего мирового турне фрахтовал Boeing 747—400 с бортовым номером TF-AAK, переоборудованный под потребности группы и названный музыкантами «Ed Force One». В 2016 году гастрольным самолётом команды стал Boeing 747-400, подготовленный российской авиакомпанией «Волга-Днепр», на хвосте которого изображён Эдди, а на фюзеляже — логотип с названием группы. Управляет воздушным судном сам Брюс Дикинсон.
По состоянию на апрель 2022 года самолёт стоял на хранении в аэропорту Котсуолд. В июле 2024 года самолёт был разобран.